# 551 TCN
551 TCN là một năm trong lịch La Mã.